# 黒部川扇状地
黒部川扇状地（くろべがわせんじょうち）とは黒部川によってつくられた富山県にある扇状地。

## 概要

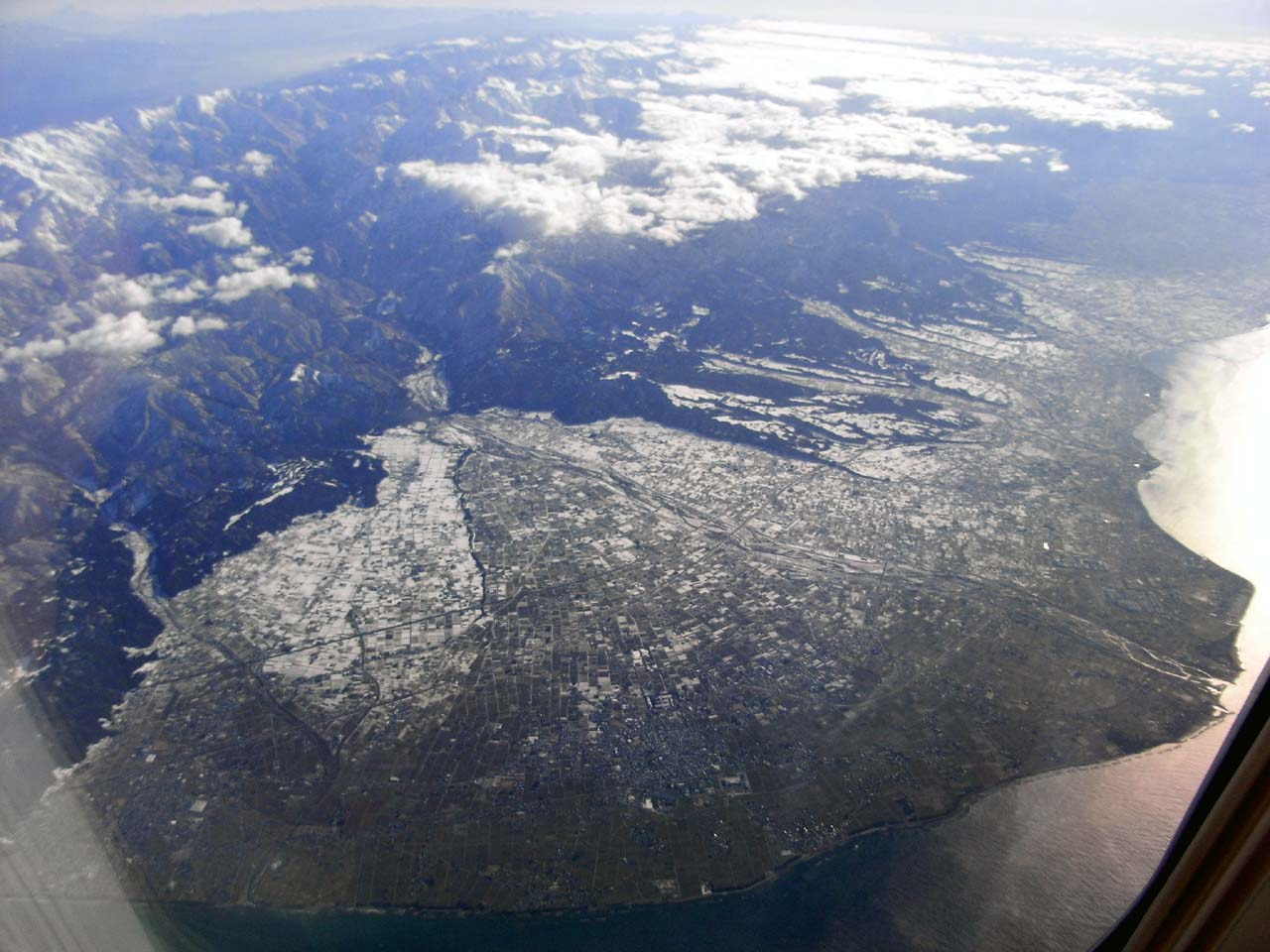
黒部川の上流方向を向いて（2008年12月）

谷間を流れてきた黒部川は愛本橋を境に山地を抜ける。ここを扇頂として黒部市、入善町、朝日町が含まれ海まで続いている。扇角は約60度、黒部川を基準にすると扇端までの距離は約13km、面積は約96km2である。扇状地は必ずしも扇形をしているとは限らないが、黒部川扇状地はきれいな扇形を形成していて、等高線も一定間隔でほぼ円形に描けるのが特徴である。これは黒部川が扇状地上で流路を左右に変遷しながらほぼ均等に上流から砂礫類を堆積した結果による（島野ほか）。
黒部川は、上流にダム群ができる前は扇状地上で、さまざまな流路を形成しており、その複雑さや変化の多様性から黒部四十八瀬と呼ばれていた。

## 黒部川扇状地湧水群
黒部川扇状地は地下水が豊富で多くの湧水がある。この湧水は黒部川扇状地湧水群と呼ばれ、名水百選に選ばれているとともに「大自然のシンフォニー 文化・交流のまち 黒部」や「水キラキラ 町いきいき入善」として水の郷百選に選定された名水を形成する扇状地である。
水質に関しては、入善町の杉沢では黒部川に比べ電気伝導度・蒸発残留物の値が大きく、カルシウムイオン・硝酸イオンの濃度が高く農地から浸透した降水であることが考えられる。黒部市内の2つの自噴井は、杉沢より黒部川の水質に近いが、黒部川よりも硝酸イオン濃度が高いことから、伏流水及び農地起源の水であることが考えられる（富山県立大学の調査による）。
湧水群のある黒部市生地（いくじ）地区は、500〜600戸ほどの家庭が現在も自前の井戸を利用できるほど水量が豊かで、18か所もの清水（しょうず=自噴井）がある。黒部市観光協会では2001年から「清水めぐり」を観光化する取り組みを始めている。生地地区は朝日新聞社主催の「にほんの里100選」にも選ばれている。
- 名水公園の清水（おしょうず）
- 黒部川扇状地湧水群（生地町）神田の清水
- 弘法の清水（おしょうず）
- 絹しょうず

## 土地利用

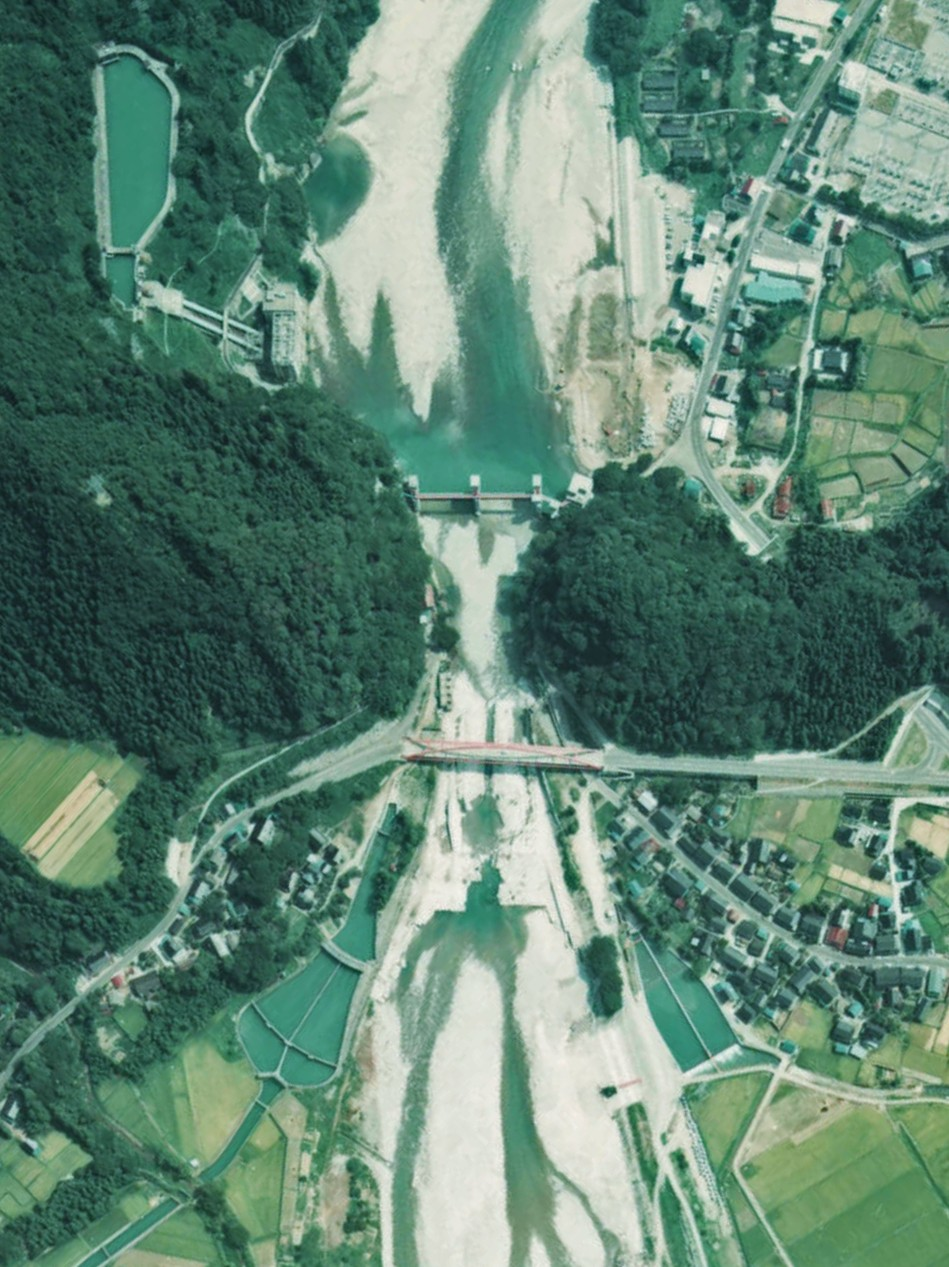
黒部川扇状地の扇頂。（1975年撮影）

一般的に、扇状地は多くが農地として利用され扇端には国道や鉄道が通っていて市街地が形成されている。また、扇央（扇状地の中央部）は砂礫層が厚く堆積し、地下水が地中深くに浸透してしまうため、地表付近は乾燥しやすく畑（特に果樹園・茶畑）になっていることが多い。しかしながら、黒部川扇状地は地中には砂礫層が堆積しているものの、水資源に恵まれていることから水田が卓越しているという点は特筆すべきである。これは昭和20年代に当時の県会議員、伊藤森作らが水田に流し込む用水に粘土分を含む赤土を混ぜる「流水客土」を推進し、5,500ha以上に及ぶ大規模な土壌改良を行った歴史的な背景もある。
村落景観に着目すると、同じ富山県内の砺波平野と同じく散村と屋敷林が特色である。早稲田大学教授の竹内常行、旧制富山高等学校教授の石井逸太郎らによって研究が進められた。彼らの研究によれば散村の成立要因について、水が豊富であるためどこにでも集落が立地できる環境にあったこと、農耕の便宜上の理由によるもの、加賀藩の政策によるものを挙げている。これに加え京都帝国大学教授の小川琢治は冬から春にかけての北西風による家屋の類焼防止の意図があったと指摘している。
また、舟川新地区のように散村から計画的に集村に移行していった地域もある。

## 地域構造とその変化
黒部川扇状地は人文地理学の関心の対象としても注目されている。ここでは、筑波大学人文地理学教室による研究例を挙げる。
千葉徳爾は1972年、雑誌『地理』において1950年代の地域構造を発表した。その中で黒部川扇状地の農村を表すキーワードとして水稲単作・低反収・出稼ぎを挙げている。当時の黒部川扇状地は市場から遠く、寒冷な気候や土壌の保水力が弱いことが要因だとしている（ただし、流水客土事業が終了しており、この内容は時代遅れである）。
一方田林明は1991年、『扇状地農村の変容と地域構造』を著し、1980年代の情勢を述べた。ここでのキーワードは以下のように変化し、「生活の都市化」が起きている、とした。
- 水稲単作→転作作物の拡大（球根・タバコ等）
- 低反収→高収量・良質米
- 出稼ぎ→通勤兼業

背景としてモータリゼーションの進展、工場の進出、稲作技術の発展などがある。
こうして見ると黒部川扇状地は30年間ですっかり様変わりしたように見えるが、扇状地・積雪・（大都市からの）遠隔地などの性格は、どちらの年代でもキーワードとして取り上げられ、変化していない部分もある。

## 引用文献
- 島野安雄、辻村真貴、嶋田純、榧根勇、堀内清司「黒部川扇状地における地下水の水文学的研究」『文星紀要』第4巻、文星芸術大学、1992年、A17-A52、NAID 110006555166。